# Guttinakere, Arsikere
Guttinakere là một làng thuộc tehsil Arsikere, huyện Hassan, bang Karnataka, Ấn Độ.